# Villermain
Villermain é uma comuna francesa na região administrativa do Centro, no departamento Loir-et-Cher. Estende-se por uma área de 27,78 km². Em 2010 a comuna tinha 403 habitantes (densidade: 14,5 hab./km²).